# گیاه آبزی

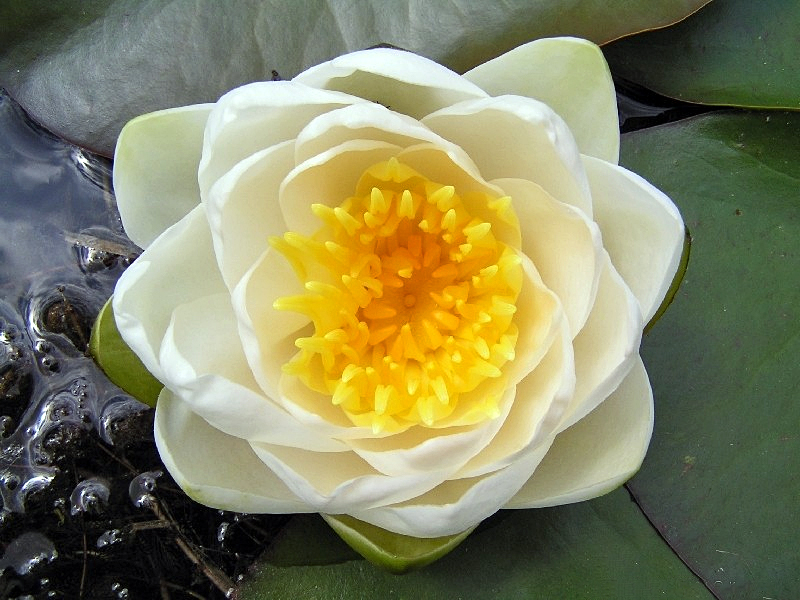
گل نیلوفر آبی سفید، گونه‌ای از خانوادهٔ نیلوفرآبیان

گیاه آبزی (گیاهان آبزی) یا آب‌رُست گیاهی است که با زیست در آب (آب شور یا آب شیرین) سازگار شده‌است. این گیاهان اندام‌های سازگار ویژه‌ای برای زیست در زیر آب یا سطح آب دارند. معمول‌ترین اندام سازگار شده آئرانشیم نام دارد، ولی برگ‌های غوطه ور بر روی آب نیز از جمله دیگر اندام سازگار معمول هستند. گیاهان آبزی فقط می‌توانند در آب یا در خاکی که همیشه از آب اشباع شده‌است زندگی کنند و برای همین این گیاه بخشی از زیست‌بوم سرزمین‌های مرطوب است.